# Communauté de communes du Val marnaysien
La communauté de communes du Val marnaysien (parfois abrégée en CCVM) est une communauté de communes française située dans le département de la Haute-Saône, en Franche-Comté, dans la région administrative Bourgogne-Franche-Comté.

## Historique
Conformément aux prévisions du schéma départemental de coopération intercommunale (SDCI) approuvé par le préfet de Haute-Saône le 23 décembre 2011, cet ÉPCI a été créé le 1er janvier 2014. Il résulte en effet de la fusion des communautés de communes des rives de l'Ognon et de la vallée de l'Ognon.
Le 1er janvier 2016, la commune de Lantenne-Vertière, initialement membre de la communauté de communes du val Saint-Vitois, rejoint la CCVM. 
Dans le cadre des dispositions de la loi portant nouvelle organisation territoriale de la République (Loi NOTRe) du 7 août 2015, qui prévoit que les établissements publics de coopération intercommunale (EPCI) à fiscalité propre doivent avoir un minimum de 15 000 habitants (et 5 000 habitants en zone de montagnes), le préfet de la Haute-Saône a présenté en octobre 2015 un projet de révision du SDCI qui prévoit notamment la scission de la communauté de communes du val de Pesmes, dont certaines communes seraient intégrées à la communauté de communes du Val Marnaysien et les autres communes à celle du Val de Gray,.
Le SDCI définitif, approuvé par le préfet le 30 mars 2016, a prévu l'extension du Val Marnaysien aux communes  de Berthelange, Corcelles-Ferrières, Corcondray, Etrabonne, Ferrières-les-Bois, Mercey-le-Grand, Villers-Buzon, Lantenne-Vertière issues de la communauté de communes du val Saint-Vitois (Doubs) et Bard-lès-Pesmes, Bresilley, Chancey, Chaumercenne, Malans, Montagney, Motey-Besuche issues de la communauté de communes du val de Pesmes. Ceci porte le nouvel ensemble à 13 784 habitants, selon le recensement de 2013. Cette fusion a pris effet le 1er janvier 2017, après consultation formelle des conseils municipaux et communautaires concernés,. 

## Territoire communautaire

### Géographie
La communauté de communes occupe un territoire organisé autour de l'Ognon, qui la traverse selon un axe nord-est / sud-ouest et forme à cet endroit la séparation entre les deux départements du Doubs et de la Haute-Saône. Elle est traversée de nord-ouest en sud-est par la RD 67, qui relie Besançon à Gray puis à Langres, dans la Haute-Marne.

### Composition
La communauté de communes est composée des 45 communes suivantes :

| Nom                   | Code Insee | Gentilé               | Superficie (km2) | Population (dernière pop. légale) | Densité (hab./km2) |
| --------------------- | ---------- | --------------------- | ---------------- | --------------------------------- | ------------------ |
| Marnay (siège)        | 70334      | Marnaisiens           | 10,37            | 1 527 (2022)                      | 147                |
| Avrigney-Virey        | 70045      | Vrignoulais-Viroulais | 22,3             | 425 (2022)                        | 19                 |
| Bard-lès-Pesmes       | 70048      | Barois                | 5,21             | 136 (2022)                        | 26                 |
| Bay                   | 70057      | Ballés                | 4,87             | 162 (2022)                        | 33                 |
| Beaumotte-lès-Pin     | 70060      | Beaumottais           | 8,43             | 283 (2022)                        | 34                 |
| Berthelange           | 25055      | Berthelangeais        | 4,07             | 358 (2022)                        | 88                 |
| Bonboillon            | 70075      | Bonboillonnais        | 4,44             | 198 (2022)                        | 45                 |
| Bresilley             | 70092      | Brecinquois           | 3,54             | 180 (2022)                        | 51                 |
| Brussey               | 70102      | Brusséens             | 7,27             | 286 (2022)                        | 39                 |
| Burgille              | 25101      | Burgillois            | 9,28             | 568 (2022)                        | 61                 |
| Chambornay-lès-Pin    | 70119      | Chambornalais         | 4,85             | 380 (2022)                        | 78                 |
| Chancey               | 70126      |                       | 7,71             | 197 (2022)                        | 26                 |
| Chaumercenne          | 70142      |                       | 4,95             | 192 (2022)                        | 39                 |
| Chenevrey-et-Morogne  | 70150      |                       | 8,86             | 317 (2022)                        | 36                 |
| Chevigney-sur-l'Ognon | 25150      | Chevignolais          | 4,58             | 294 (2022)                        | 64                 |
| Corcelles-Ferrières   | 25162      |                       | 2,25             | 214 (2022)                        | 95                 |
| Corcondray            | 25164      |                       | 5,38             | 146 (2022)                        | 27                 |
| Courchapon            | 25172      | Courchaponnais        | 5,31             | 242 (2022)                        | 46                 |
| Courcuire             | 70181      |                       | 7,06             | 138 (2022)                        | 20                 |
| Cugney                | 70192      |                       | 11,39            | 206 (2022)                        | 18                 |
| Cult                  | 70193      | Cultois               | 6,88             | 229 (2022)                        | 33                 |
| Émagny                | 25217      | Émagnynais            | 5,15             | 620 (2022)                        | 120                |
| Étrabonne             | 25225      | Étrabonnais           | 5,52             | 184 (2022)                        | 33                 |
| Ferrières-les-Bois    | 25235      | Ferrièrois            | 4,17             | 326 (2022)                        | 78                 |
| Franey                | 25257      | Franeysiens           | 3,38             | 267 (2022)                        | 79                 |
| Gézier-et-Fontenelay  | 70268      | Biquets               | 12,1             | 217 (2022)                        | 18                 |
| Hugier                | 70286      |                       | 7,08             | 118 (2022)                        | 17                 |
| Jallerange            | 25317      | Joutereys             | 5,41             | 277 (2022)                        | 51                 |
| Lantenne-Vertière     | 25326      | Lantennois            | 9,88             | 545 (2022)                        | 55                 |
| Lavernay              | 25332      | Lavernois             | 7,74             | 577 (2022)                        | 75                 |
| Malans                | 70327      |                       | 6,75             | 136 (2022)                        | 20                 |
| Mercey-le-Grand       | 25374      | Grandmerçois          | 6,56             | 531 (2022)                        | 81                 |
| Moncley               | 25383      | Monclalés             | 7,92             | 296 (2022)                        | 37                 |
| Montagney             | 70353      |                       | 9,21             | 506 (2022)                        | 55                 |
| Motey-Besuche         | 70374      |                       | 6,21             | 92 (2022)                         | 15                 |
| Le Moutherot          | 25414      | Moutherotés           | 1,3              | 132 (2022)                        | 102                |
| Pin                   | 70410      | Pineys                | 14,04            | 731 (2022)                        | 52                 |
| Placey                | 25455      | Placéens              | 2,57             | 193 (2022)                        | 75                 |
| Recologne             | 25482      | Recolignois           | 6,78             | 716 (2022)                        | 106                |
| Ruffey-le-Château     | 25510      | Rufféens              | 7,25             | 366 (2022)                        | 50                 |
| Sauvagney             | 25536      | Sauvagnoulais         | 3,95             | 194 (2022)                        | 49                 |
| Sornay                | 70494      | Sornaysiens           | 6,29             | 354 (2022)                        | 56                 |
| Tromarey              | 70509      |                       | 6,12             | 123 (2022)                        | 20                 |
| Villers-Buzon         | 25622      | Villers-Buzonnais     | 3,19             | 295 (2022)                        | 92                 |
| Vregille              | 70578      | Vregillois            | 4,28             | 178 (2022)                        | 42                 |

### Démographie
| 1968  | 1975  | 1982  | 1990   | 1999   | 2010   | 2015   | 2021   |
| ----- | ----- | ----- | ------ | ------ | ------ | ------ | ------ |
| 7 465 | 7 648 | 9 058 | 10 033 | 11 121 | 13 402 | 14 078 | 14 536 |

## Organisation

### Siège
Le siège de la communauté de communes est situé à Marnay au 21, place de l'Hôtel-de-Ville.

### Les élus
La communauté de communes est gérée par un conseil communautaire composé, pour le début de la mandature 2014-2020, de 47 membres représentant chacune des communes membres et élus pour une durée de six ans,. Après les adhésions de 2017, le conseil communautaire est composé de 57 membres, répartis en fonction de la population des communes membres comme suit :

- 5 délégués pour Marnay ;

- 2 délégués pour Burgille ; Émagny, Lantenne-Vertière, Lavernay, Mercey-le-Grand, Montagney, Pin et  Recologne

- 1 délégué pour les autres communes.
À la suite des élections municipales de 2014 dans la Haute-Saône , le conseil communautaire du 15 avril 2014 a réélu son président, Thierry Decosterd, maire de Burgille. Après l'extension de l'intercommunalité survenue en 2017, le conseil communautaire du 26 janvier 2017 a élu réélu son président et désigné de nouveaux vice-présidents pour assurer la représentation de ces nouvelles communes. Ceux-ci sont les suivants : 
1. Thierry Malesieux, maire de Lantenne-Vertière, chargé du scolaire, gymnase, prospective d’investissement en collaboration avec le périscolaire ;
2. Didier Aubry. maire de Mercey-le-Grand, chargé de développement économique, soutien à l’emploi, aménagement numérique et gestion patrimoniale ;
3. Joël Boillon. maire de Ruffey-le-Château, chargé du budget, finances, fiscalité, prospectives FPU et gestion de la dette
4. François Marchal, maire de Sornay, chargé des ordures ménagères ;
5. Marie-Claire Lacour, maire de Hugier, chargée du péri-extrascolaire, petite enfance, aide à la personne et actions solidaires ;
6. Yann Beuraud, maire de Montagney, chargé de l’environnement, politique du logement et cadre de vie ;
7. Stéphane Glorieux, maire du Pin, chargé de communication, tourisme, culture et sport.

Ils forment ensemble l'exécutif de l'intercommunalité pour la fin du mandat 2014-2020.

### Liste des présidents
| Période      | Période | Identité          | Étiquette | Qualité |
| ------------ | ------- | ----------------- | --------- | --- |
| janvier 2014 | 2020    | Thierry Decosterd | DVG       | Maire de Burgille (2001 → ). Président de l'ex-CC des Rives de l'Ognon ( ? → 2013) Réélu pour le mandat 2017-2020, |

### Compétences
L'intercommunalité exerce des compétences, héritées de celles qu'avaient les deux communautés de communes à l'origine de la CCVM,  qui lui ont été transférées par les communes membres. Ces compétences sont notamment :
- gestion des écoles et du Gymnase ;
- gestion du Relais Parents Assistants Maternels (RPAM) ;
- gestion d'un multi-accueil intercommunal de 30 places et d'une micro-crèche de 10 places pour les enfants de 10 semaines à 3 ans ;
- gestion des activités périscolaires et extrascolaires pour les enfants de 3 à 17 ans ;
- gestion des ordures ménagères, mise en place du tri sélectif en porte à porte et opération compostage individuel ;
- aménagement d'une zone à vocation « industrielle » communautaire de 10 hectares et d'une zone à vocation  « artisanale » de 11 hectares[14].

### Régime fiscal et budget
La Communauté de communes est un établissement public de coopération intercommunale à fiscalité propre.
Afin de financer l'exercice de ses compétences, l'intercommunalité perçoit la fiscalité professionnelle unique (FPU) – qui a succédé à la taxe professionnelle unique (TPU) – et assure une péréquation de ressources entre les communes résidentielles et celles dotées de zones d'activité.

### Identité visuelle
La collectivité a défini successivement plusieurs logos :

Ancien logo.
Nouveau logo.